# Monastère de Nendrum
Le monastère de Nendrum est un ancien monastère chrétien situé sur l'île Mahee à Strangford Lough, dans le comté de Down, en Irlande du Nord. Les sources médiévales postérieure à sa fondation situent celle-ci au Ve siècle. Le monastère disparait entre 974 et 1178, mais son église sert de paroisse jusqu'à l'abandon du site au XVe siècle.

## Histoire
La fondation du monastère insulaire de Nendrum est traditionnellement située au Ve siècle, mais des dates postérieures ont également été proposées. Le fondateur du monastère serait Mochaoi, qui donne son nom à l'île Mahee. Mo Chaoi, comme le nom de nombreux saints irlandais, est un surnom. Son nom propre était Caolán (Mochaoi) et selon la tradition, c'est à Saint Patrick qu'il doit son surnom,. Un moulin à marée découvert sur le site a été daté par dendrochronologie de l'an 619, ce qui en fait le plus ancien moulin à marée excavé au monde. Le site monastique comprenait des vergers, des jardins, des pâturages, des champs arables et une hôtellerie.
Dans ses Ecclesiastical antiquities of Down, Connor, and Dromore, l'antiquaire et re-découvreur du site William Reeves (1815-1892) note que plusieurs annales mentionnent la mort de saint Mochaoi de Nendrum à diverses dates situées entre 490 et 497. Il considère que Nendrum est très tôt choisi comme siège d'évêché, citant les Annales de Tigernach et les Annales d'Ulster, qui décrivent toutes deux Cronan (mort vers 640) comme « évêque de Nendrum ».
Nendrum est mentionné dans d'autres sources médiévales, comme les Annales des quatre maîtres, rédigées entre le VIIe siècle et l'année 974. Il y est rapporté que « Sedna Ua Demain, abbé de Nendrum, fut consumé dans sa propre maison ». Cela signifie que Sedna a été brûlée, peut-être lors d'un raid viking. C'est chronologiquement la dernière mention de Nendrum dans les annales. William Reeves envisage ainsi une destruction du site par les vikings et précise que la mention suivante du toponyme apparait en 1178 lorsque John de Courcy confie le site à une abbaye anglaise.
Les moines anglais, bénédictins, fondent une prieuré sur l'île Mahee. En 1306, Nendrum n'est plus mentionné que comme église paroissiale et, au XVe siècle, elle est abandonnée au profit d'un nouveau site dans le village de Tullynakill. Le site de Nendrum est ensuite oublié jusqu'à sa redécouverte  par William Reeves. En 1844 celui-ci visite l'île à la recherche de l'église mentionnée en 1306 et reconnait les restes d'une tour ronde,.

## Recherches archéologiques
Le site est fouillé par Henry Cairnes Lawlor entre 1922 et 1924. Le mobilier archéologique découvert est conservé au musée d'Ulster et le site est en grande partie restauré,. La fouille d'un bâtiment rectangulaire a livré environ 30 tablettes d'ardoise portant des motifs celtiques. Ces « pièces d'essai » se trouvent maintenant au musée d'Ulster avec une cloche et une pierre portant une inscription en runes provenant également du site. Le site fait ensuite l'objet de fouilles par successivement AC Thomas en 1954, D. Waterman dans les années 1960 et N. Brannon en 1979 et en 1982. Le travail de Lawlor est la première fouille approfondie d'un site ecclésiastique d'une telle envergure. Sa méthodologie est par la suite critiquée en regard des normes actuelles de la discipline. La fouille de Nendrum conserve toutefois une importance historiographique, notamment pour être le seul site majeur de ce type à avoir été fait l'objet de rapports de fouilles publiés.

## Les vestiges

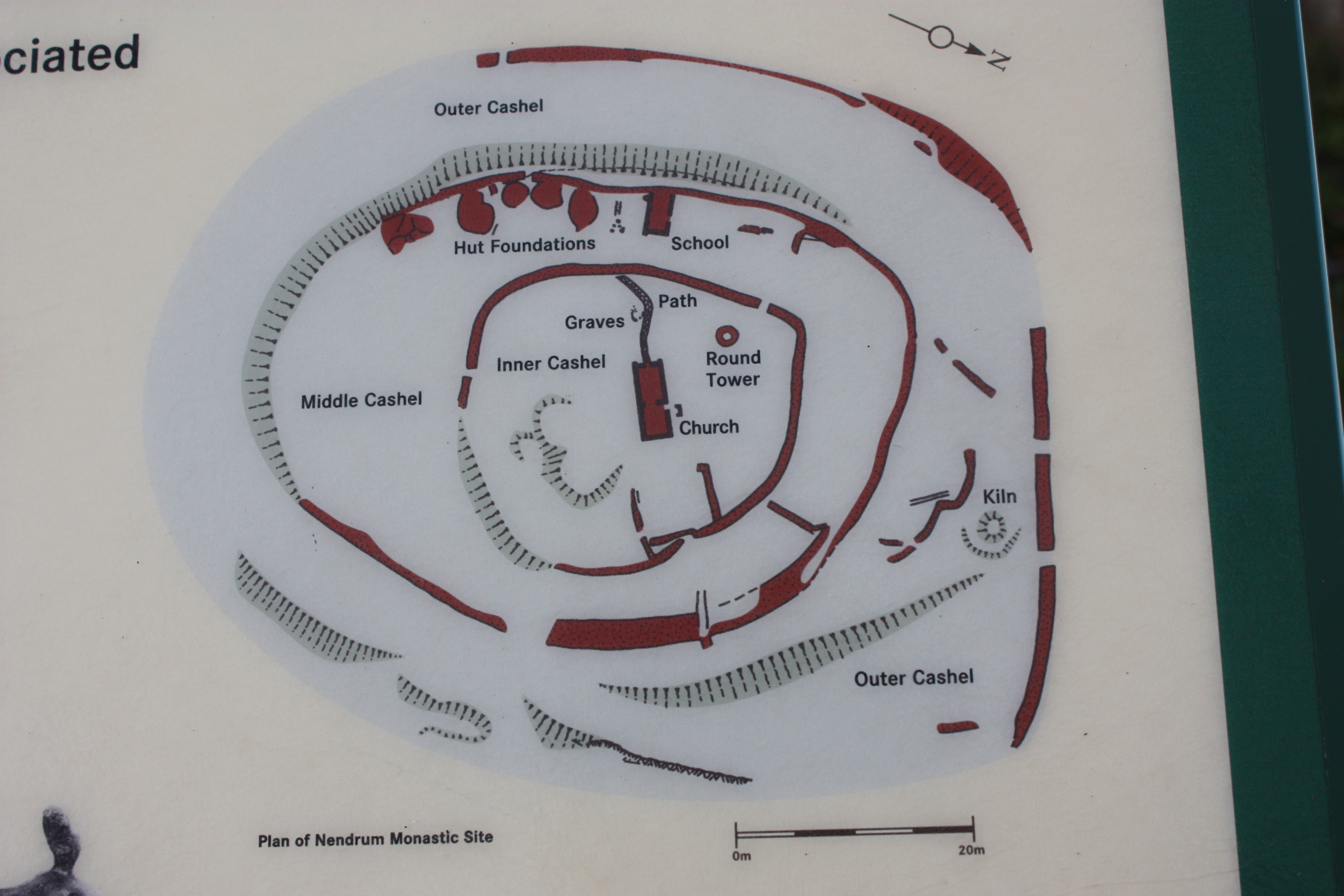
Plan des vestiges du monastère

Les principaux vestiges monastiques que l'on peut désormais voir sont trois cashel concentriques de murs en pierre sèche. Il s'agit toutefois en grande partie de reconstruction effectuées par Henry Cairnes Lawlor dans les années 1920. Le cashel central possède les vestiges d'une tour ronde, une église en ruine avec un cadran solaire et un cimetière. Le deuxième cashel contient ce qu'on appelle une « école monastique » ou un atelier et d'autres sépultures.
Le cadran canonial que l'on peut voir au XXIe siècle dans un angle de l'église en ruine est une reconstruction à partir de fragments trouvés lors des fouilles du site en 1924. Le cadran d'origine a été daté d'environ l'an 900. Il s'agit de l'un des rares cadrans solaires du haut Moyen Âge connu. Il a la forme d'un pilier de pierre vertical de 190 cm de haut pour 40 cm de large et 15 cm d'épaisseur. Le cadran et le gnomon sont situés en haut d'une de ses faces. Cependant, en raison de la nature de la reconstruction, la hauteur originale du pilier est inconnue.

## Tourisme
L'île Mahee se trouve dans le Strangford Lough, un lac qui a été désigné Area of Outstanding Natural Beauty. L'île est accessible par des routes étroites et des chaussées partant de la route A22 au sud de Comber, route menant à Downpatrick.
Un chalet est construit sur l'île au début du XXe siècle et sert aujourd'hui de centre d'accueil. L'île est ouverte tous les jours de 10h à 18h entre Pâques et le 30 septembre, et de 12h à 16h le dimanche d'octobre à Pâques.

## Galerie

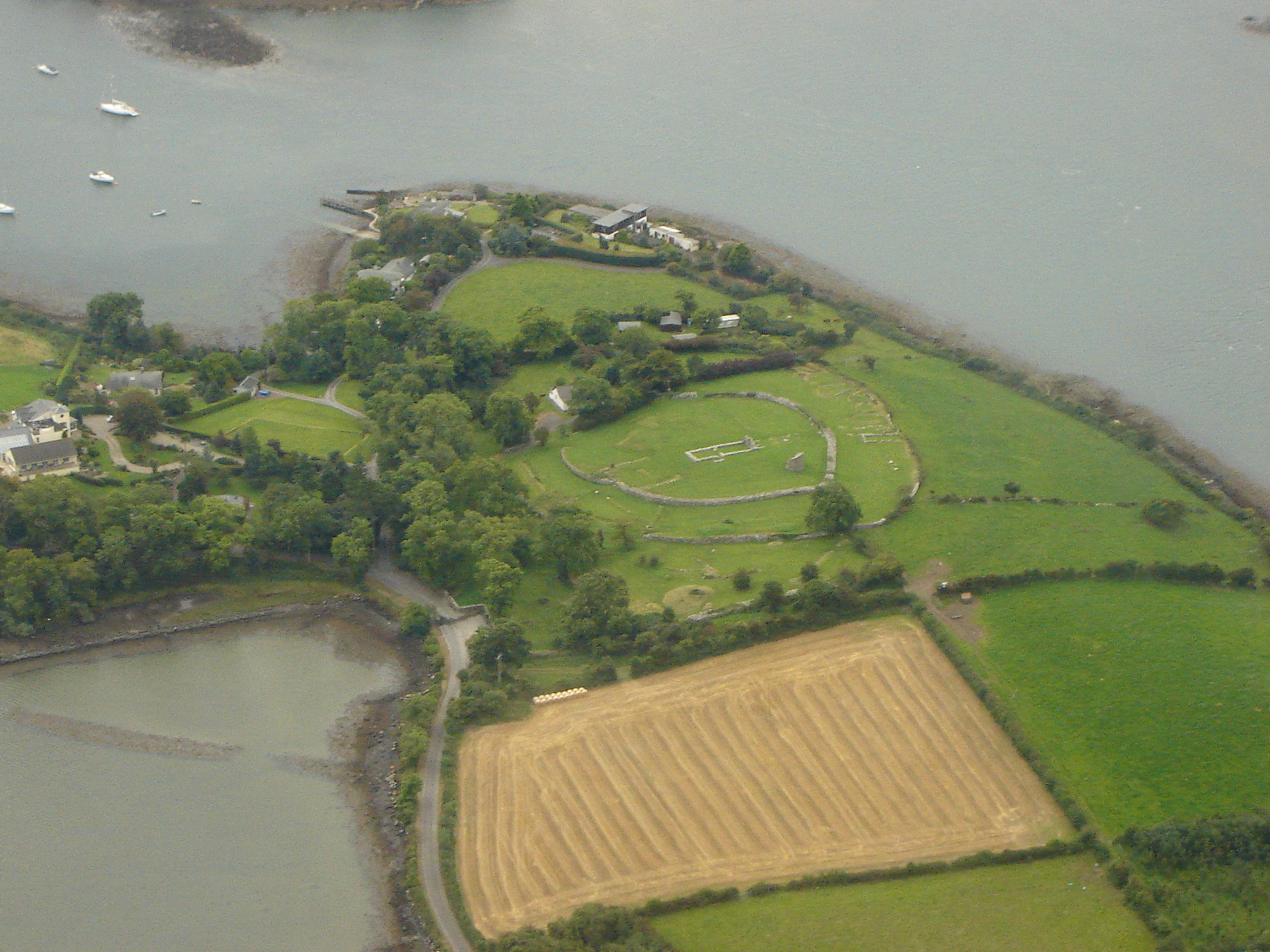
Vue aérienne du monastère.
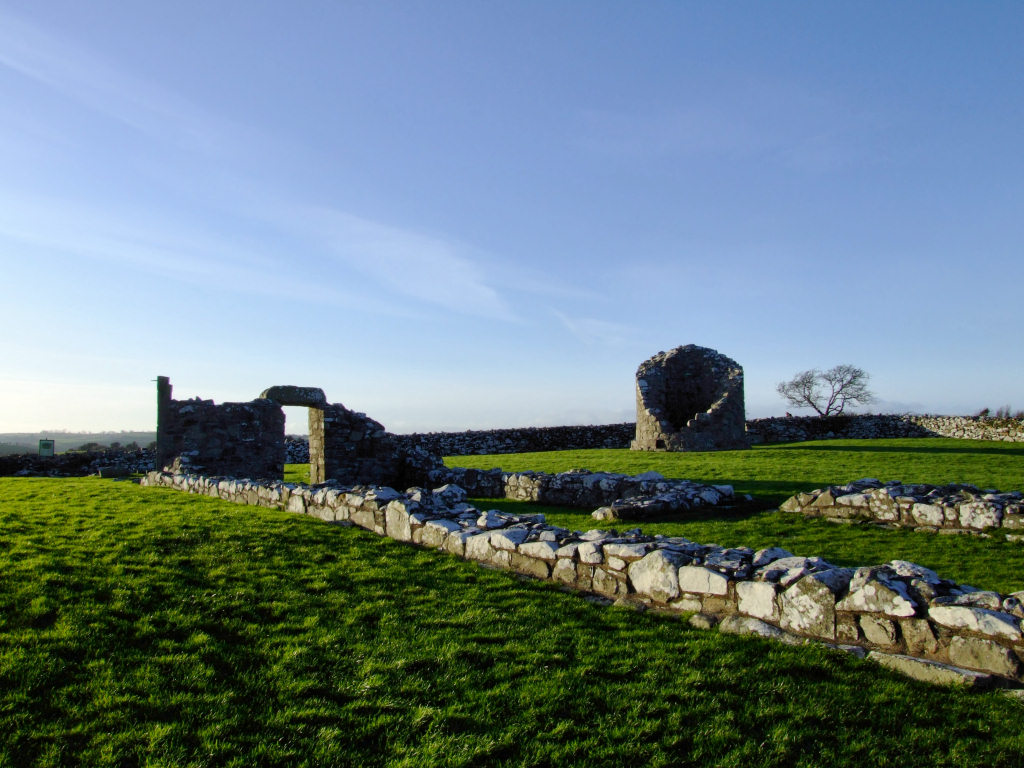
Ruines du monastère.
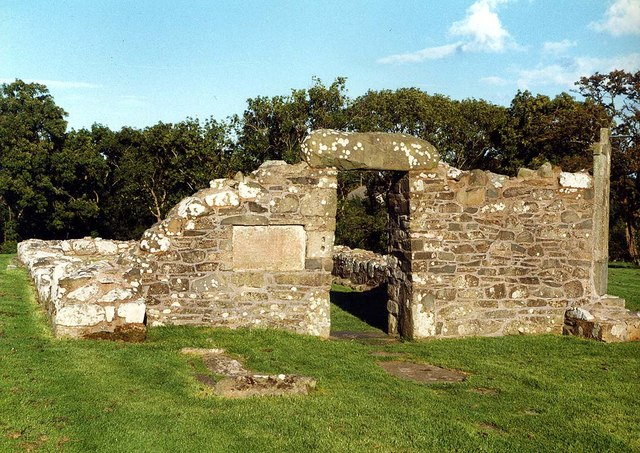
Autres ruines du monastère.
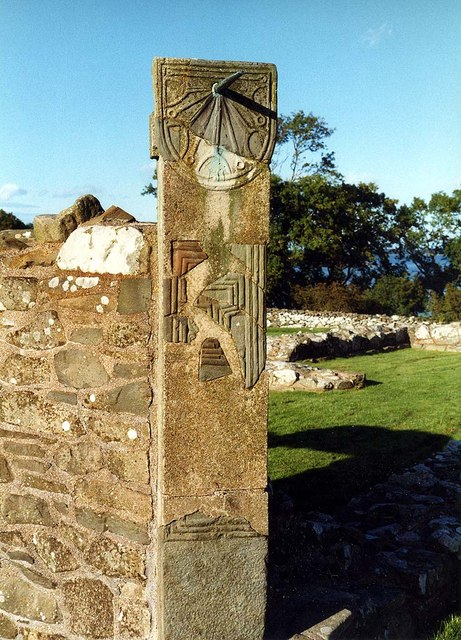
Cadran solaire.
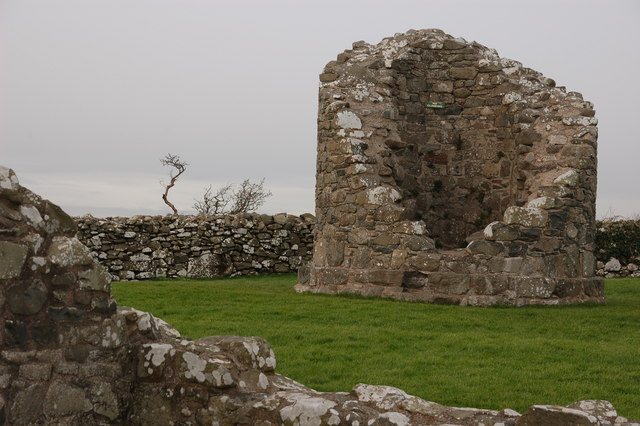
Ruines de tour ronde.